# Carla Hernández
Carla Hernández (Guadalajara, Jalisco, Mexikó 1984. február 18. –) mexikói színésznő.

## Élete és pályafutása
1987. február 18-án született Guadalajarában.  Egy nővére van, Alejandra. Bátyját, Mario Albertot 10 éves korában veszítette el. 19 éves volt, amikor megszületett a kisfia, Carlos Alberto. 2010-től Héctor Arredondo, mexikói színész barátnője. 2013 áprilisában megszületett kislánya, Camila. Öt hónappal később Carla és Héctor kapcsolata befejeződött.
Carla elvégezte a TV Azteca színészképzőjét, a Centro de Estudios y Formación Actoral para Televisiónt (CEFAT). 2009-ben Pasión Morena című telenovellában debütált. Ezután a Vidas Robadas-ban Luz-t és Camilát alakította. 2012-ben megkapta Rosa szerepét a Rosa Diamante című telenovellában. 2015 óta Alberto Agnesi, mexikói színész barátnője.

## Filmográfia
| Év        | Eredeti Cím     | Cím | Szerep                                                           | TV stúdió       |
| --------- | --------------- | --- | ---------------------------------------------------------------- | --------------- |
| 2009      | Pasión Morena   |     | Tania                                                            | TV Azteca       |
| 2009-2010 | Vidas Robadas   |     | Luz és Camila Fernández Vidal                                    | TV Azteca       |
| 2012-2013 | Rosa Diamante   |     | Rosa Puentes / Rosa Andrade Andere de Altamirano 'Eva Sotomayor' | Telemundo-Argos |
| 2015      | Señora Acero 2. |     | Clarissa Aldama                                                  | Telemundo-Argos |